# Независност
Независност је стање нације, земље или државе у коме њени становници, или неки њихов дио, врше самоуправу, а обично и суверенитет, над територијом. Супротност од независности је статус зависне територије.